# احساس مالکیت (فیلم ۱۹۹۹)
احساس مالکیت (اسپانیایی: Celos‎) یک فیلم است که در سال ۱۹۹۹ منتشر شد.